# Рин Сумида
Рин Сумида (јап. 隅田 凜; 12. јануар 1996) јапанска је фудбалерка.

## Репрезентација
За репрезентацију Јапана дебитовала је 2017. године. За тај тим одиграла је 22 утакмице.

## Статистика
| Јапан  | Јапан | Јапан |
| Год.   | Ута.  | Гол.  |
| ------ | ----- | ----- |
| 2017   | 7     | 0     |
| 2018   | 15    | 0     |
| Укупно | 22    | 0     |